# Baku Fires
I Baku Fires sono stati una squadra di pugilato che ha preso parte al campionato mondiale delle World Series of Boxing.

## Storia della società
La squadra è stata fondata nel 2010 e fa capo alla holding Gilan Holding, presente in diversi settori dell'economia azera.
È una delle 12 squadre originarie della competizione, che hanno preso parte alla prima edizione della competizione nel 2010.
Nel corso della stagione 2010-2011, si è classificata prima nel girone asiatico della regular season, davanti alla squadra kazaka dell'Astana Arlans. Nel corso dei play-off, è stata poi eliminata nelle semifinali dai francesi del Paris United con il punteggio di 6-4. Due pugili della squadra asiatica hanno partecipato alle finali individuali, Soltan Migitinov nella categoria dei pesi medi e Magomedrasul Majidov dei massimi, entrambi battuti rispettivamente dall'ucraino Sergiy Derevyanchenko e dall'italiano Clemente Russo, tutti e due del franchise Dolce & Gabbana Milano Thunder.
Nella stagione 2011-2012 è stata inserita nel girone B, in cui si è classificata prima vincendo tutti i 10 incontri, qualificandosi quindi ai play-off. Nei quarti di finale ha eliminato Venky's Mumbai Fighters con il punteggio di 7-3, venendo poi eliminata da Dolce & Gabbana Milano Thunder nelle seminifinali per 7-3.

## Strutture
Gli incontri interni del Baku Fires vengono disputati presso l'Olympic Sports Center "Serhedchi", a Baku.

## Organico 2011-2012

### Roster
La squadra è composta da 29 pugili internazionali suddivisi in 5 categorie di peso.
| Categoria                 | Pugile |
| ------------------------- | --- |
| Pesi Gallo (54 kg)        | Magomed Abdulhamidov Javid Chalabiyev Gairbek Germakhanov Magomed Kurbanov (pugile) Tugstsogt Nyambayar                           |
| Pesi Leggeri (61 kg)      | Oraz Avzalshoev Semen Grivachev Isa Isayev Madadi Nagzibekov Koba Pkhakadze                                                       |
| Pesi Medi (73 kg)         | Osman Aliyev Sergiy Lapin Soltan Migitinov Heybulla Mursalov Mahamed Nurudzinau Mikalai Vesialou                                  |
| Pesi Mediomassimi (85 kg) | Askhab Abdulkhaligov Radgab Aliyev Vatan Huseynli Ramazan Magomedau Teymur Mammadov Azamat Murtuzaliyev                           |
| Pesi Massimi (+91 kg)     | Abdulkadir Abdullayev Ilgar Allahverdiyev Zamig Atakishiyev Magomedrasul Majidov Haji Murtuzaliyev Denys Poyatryka Farid Shabanov |

### Staff tecnico
Staff tecnico aggiornato al 25 febbraio 2012.
- Allenatore:  Gamzat Agayev.